# Trudovichi
I Trudovichi (trudovik significa letteralmente "lavoratore"; conosciuti anche come Laburisti, con nome completo Partito Laburista di Russia o "Gruppo Laburista" in russo Трудовая группа?, Trudováya gruppa) costituirono un partito laburista moderato che apparve all'inizio del XX secolo in Russia. I trudovik furono una scissione del Partito Socialista Rivoluzionario, dovuta a divergenze tra i membri del partito nel corso della Prima Duma.
I trudovichi sono maggiormente conosciuti per i seggi ottenuti alla prima e seconda Duma, un'assemblea nazionale creata dallo zar Nicola II di Russia come conseguenza della Rivoluzione russa del 1905. Il periodo del loro maggior consenso fu nel 1906 e nel 1907 quando avevano più di 100 seggi. Aleksandr Fëdorovič Kerenskij, futuro Primo Ministro del  governo provvisorio nel 1917, era stato eletto alla IV Duma come deputato Trudovik nel 1912.